# ماکو (بافندگی)

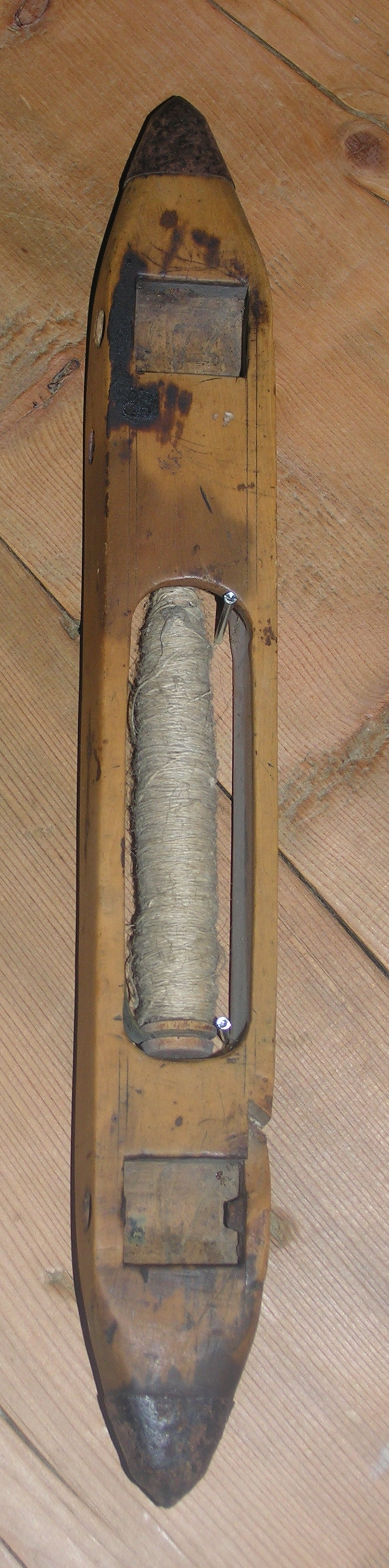
ماکو. ماسوره که تار به‌دور آن پیچیده شده در میان ماکو دیده می‌شود.

ماکو (انگلیسی: Shuttle) وسیله‌ای چوبی است که به کمک آن عمل پودگذاری انجام می‌شود. پود به نخ‌های افقی می‌گویند که در میان تارها یا چله‌ها قرار می‌گیرد. ماکو عمل در هم تنیدن پود در میان تار را انجام می‌دهد. بافنده پارچه در هر لایه از بافت پارچه، ماکو را از میان تارها عبور داده و باعث شکل گرفتن پارچه می‌شود. در داخل ماکو، قطعه‌ای به نام ماسوره وجود دارد که نخ‌های پود را دور آن می‌پیچند.
شکل قدیمی‌ترین واژهٔ ماکو، مَکوک و مَکو بوده است. در قدیم دستگاهی نیز به نام «ماکونورد» کاربرد داشته است.

## کلیات
در بافت پارچه، ماکو وسیله‌ای است که برای حمل نخ پود از میان تارها استفاده می‌شود. این وسیله معمولاً از چوب، پلاستیک یا فلز ساخته شده و شکلی قایق مانند دارد. در دو سر ماکو، نوک‌های تیز وجود دارد که به عبور راحت‌تر نخ از میان تارها کمک می‌کند.
ماکو در دستگاه‌های بافندگی مختلفی کاربرد دارد، از جمله دستگاه‌های ساده دستی تا دستگاه‌های پیچیده صنعتی. در دستگاه‌های دستی، بافنده با دست ماکو را از میان تارها عبور می‌دهد، در حالی که در دستگاه‌های صنعتی، این کار به صورت خودکار انجام می‌شود.
نخ پود به دور یک ماسوره که در داخل ماکو قرار دارد، پیچیده می‌شود. با حرکت ماکو از میان تارها، نخ پود باز شده و روی تارها قرار می‌گیرد. سپس با کمک دفتین، نخ پود به سمت پایین فشرده می‌شود و بافت پارچه شکل می‌گیرد.
استفاده از ماکو به بافندگان این امکان را می‌دهد تا طرح‌ها و الگوهای مختلفی را روی پارچه ایجاد کنند. با تغییر رنگ نخ پود یا استفاده از تکنیک‌های خاص بافت، می‌توان پارچه‌هایی با طرح‌ها و رنگ‌های متنوع تولید کرد.